# Riverie
Riverie – miejscowość i gmina we Francji, w regionie Owernia-Rodan-Alpy, w departamencie Rodan.
Według danych na rok 1990 gminę zamieszkiwało 208 osób, a gęstość zaludnienia wynosiła 495 osób/km² (wśród 2880 gmin regionu Rodan-Alpy Riverie plasuje się na 1419. miejscu pod względem liczby ludności, natomiast pod względem powierzchni na miejscu 1717.).